# Powiat de Pułtusk
Pour les articles homonymes, voir Pułtusk (homonymie).
Le powiat de Pułtusk (polonais : powiat pułtuski) est un powiat (district) de la voïvodie de Mazovie, dans le centre-est de la Pologne.
Elle est née le 1er janvier 1999, à la suite des réformes polonaises de gouvernement local passées en 1998. 
Le siège administratif du powiat est la ville de Pułtusk, seule ville du powiat, et qui se trouve à 54 kilomètres au nord de Varsovie, capitale de la Pologne. 
Le district couvre une superficie de 828,63 kilomètres carrés. En 2006, sa population totale est de 51 033 habitants, avec une population pour la ville de Pułtusk de 19 229 habitants et une population rurale de 31 804 habitants.

## Powiaty voisines
La Powiat de Pułtusk est bordée des powiaty de: 
- Maków au nord
- Wyszków à l'est
- Legionowo au sud
- Nowy Dwór Mazowiecki au sud-ouest
- Płońsk et Ciechanów à l'ouest

## Division administrative
Le powiat comprend 7 communes :

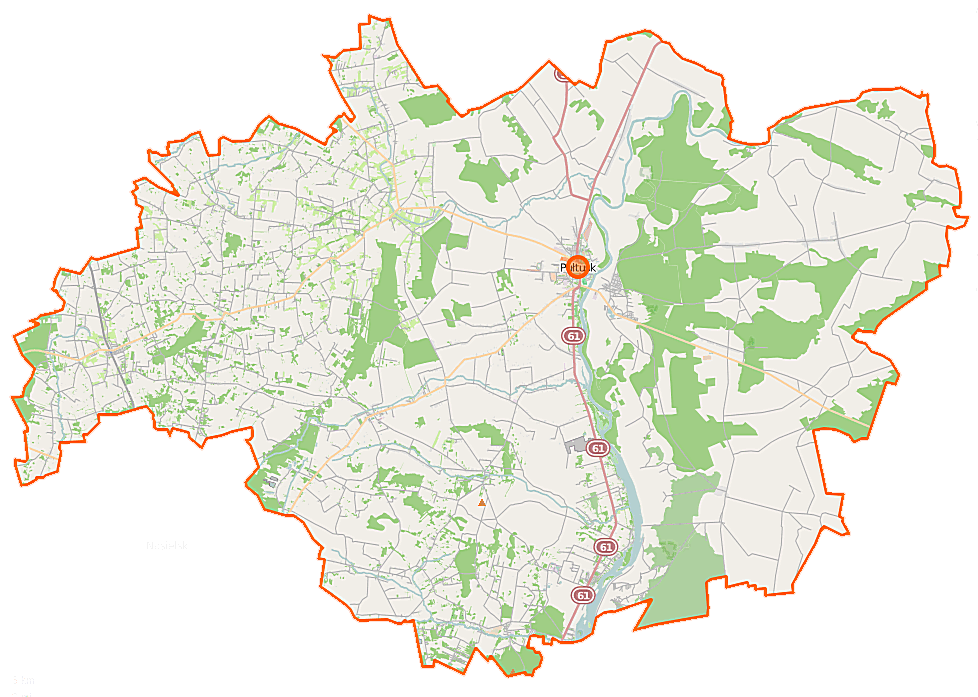
Carte du powiat

- 1 commune urbaine-rurale : Pułtusk ;
- 6 communes rurales : Gzy, Obryte, Pokrzywnica, Świercze, Winnica et Zatory.

| Gmina             | Type         | Superficie (km²) | Population (2006) | Siège       |
| Gmina Pułtusk     | urbain-rural | 133,7            | 23 809            | Pułtusk     |
| Gmina Obryte      | rural        | 139,7            | 4 820             | Obryte      |
| Gmina Świercze    | rural        | 93,0             | 4 771             | Świercze    |
| Gmina Zatory      | rural        | 121,6            | 4 750             | Zatory      |
| Gmina Pokrzywnica | rural        | 121,0            | 4 699             | Pokrzywnica |
| Gmina Winnica     | rural        | 115,1            | 4 116             | Winnica     |
| Gmina Gzy         | rural        | 104,4            | 4 068             | Gzy         |

## Démographie
Données du 31 décembre 2007:
| Description | Total  | Total | Femmes | Femmes | Hommes | Hommes |
| ----------- | ------ | ----- | ------ | ------ | ------ | ------ |
| Unité       | Nombre | %     | Nombre | %      | Nombre | %      |
| Population  | 51 011 | 100   | 25 812 | 50,60  | 25 199 | 49,40  |
| Urbain      | 9 156  | 37,55 | 10 060 | 19,72  | 9 096  | 17,83  |
| Rural       | 31 855 | 62,45 | 15 752 | 30,88  | 16 103 | 31,57  |

## Histoire
De 1975 à 1998, les différentes gminy du powiat actuelle appartenaient administrativement à la Voïvodie de Ciechanów et à la Voïvodie d'Ostrołęka .